# Közép-bíborbogár
A közép bíborbogár (Pyrochroa serraticornis) a rovarok (Insecta) osztályának a bogarak (Coleoptera) rendjébe, ezen belül a mindenevő bogarak (Polyphaga) alrendjébe és a bíborbogárfélék (Pyrochroidae) családjába tartozó faj.

## Előfordulása
A közép bíborbogár az északi részek kivételével egész Európában elterjedt.

## Megjelenése
A közép bíborbogár 10-14 milliméter hosszú. Hasonló a nagy bíborbogárhoz, de a feje is élénkvörös. Csápja hosszú, erős, fésűszerűen fogazott.

## Életmódja
A közép bíborbogár árnyas lomberdők és ligeterdők lakója. Petéit a fák kérge alá, fatörzsek hasadékaiba, vagy kidőlt fákba rakja. A lapos testű lárvák a kéreg alatt más falakó rovarok lárváira vadásznak, de egymást is felfalhatják. Az imágó májustól júniusig repül, virágporral és nektárral táplálkozik.